# 桝屋友子
桝屋 友子（ますや ともこ、1961年9月 - ）は、イスラーム美術史学者、東京大学東洋文化研究所教授。

## 経歴
1961年、長崎生まれ。長崎県立長崎東高等学校を卒業し、1986年に東京大学文学部美術史学科を卒業した。修士課程はニューヨーク大学大学院で修め、1989年に美術史修士課程を修了。続いて1990年に東大大学院人文科学研究科美術史修士課程を修了。
1992年から1994年まで、ニューヨーク・メトロポリタン美術館イスラーム部ハゴップ・ケヴォルキアン学芸研究員。1997年、ニューヨーク大学大学院で、美術史博士号(Ph.D.)を取得した。1997年より国立民族学博物館第2研究部(のち博物館民族学研究部) 助手に就いた。1999年、東京大学東洋文化研究所助教授となった。2007年に教授昇進。2017年4月より3年間、同研究所所長を務めた。　　　　　　　　

## 著書
著書
- 『すぐわかるイスラームの美術 建築・写本芸術・工芸』東京美術 2009
- 『イスラームの写本絵画』名古屋大学出版会 2014

共編・共著
- 『記録と表象 史料が語るイスラーム世界』林佳世子共編　東京大学出版会 2005
- 『イスラーム・ガラス』真道洋子著・桝屋友子監修 名古屋大学出版会 2020

翻訳
- ジョナサン・ブルーム、シーラ・ブレア『イスラーム美術』岩波世界の美術、2001

## 参考
- [ISBN 978-4-8087-0835-1]
- 東京大学東洋文化研究所